# En stor familie (film fra 1954)
 For alternative betydninger, se En stor familie. (Se også artikler, som begynder med En stor familie)
En stor familie (russisk: Больша́я семья́) er en sovjetisk film fra 1954 af Iosif Chejfits.

## Medvirkende
- Sergej Lukjanov som Matvej Zjurbin
- Boris Andrejev som Ilja Zjurbin
- Vera Kuznetsova som Agafja Zjurbina
- Aleksej Batalov som Aleksej Zjurbin
- Sergej Kurilov som Victor Zjurbin